# Pancolus californiensis
Pancolus californiensis is een naaldkreeftjessoort uit de familie van de Tanaidae. De wetenschappelijke naam van de soort is voor het eerst geldig gepubliceerd in 1905 door Richardson.